# مورتون (مسيسيبي)
مورتون (بالإنجليزية: Morton, Mississippi)‏ هي مدينة تقع في الولايات المتحدة في Scott County.  يقدر عدد سكانها بـ 3,482 نسمة ومساحتها 17.5 كم2  وترتفع عن سطح البحر 144 متر.

## التركيبة السكانية
حدّد مكتب تعداد الولايات المتحدة بيانات التركيبة السكانية لمورتون في تعداد الولايات المتحدة. في ما يلي، التركيبة السكانية حسب تعدادي 2000 و2010.

### تعداد عام 2000
بلغ عدد سكان مورتون 3,482 نسمة بحسب تعداد عام 2000، وبلغ عدد الأسر 1,197 أسرة وعدد العائلات 852 عائلة مقيمة في المدينة. في حين سجلت الكثافة السكانية 150.7 نسمة لكل كيلومتر مربع (390.3/ميل2). وبلغ عدد الوحدات السكنية 1,289 وحدة بمتوسط كثافة قدره 55.8 لكل كيلومتر مربع (144.5/ميل2).
وتوزع التركيب العرقي للمدينة بنسبة 54.85% من البيض و38.37% من الأمريكيين الأفارقة و0.14% من الأمريكيين الأصليين و0.11% من الأمريكيين ذوي الأصول الآسيوية و0.03% من سكان جزر المحيط الهادئ و5.89% من الأعراق الأخرى و0.60% من عرقين مختلطين أو أكثر و13.04% من الهسبانيون أو اللاتينيون من أي عرق.
بلغ عدد الأسر 1,197 أسرة كانت نسبة 41.5% منها لديها أطفال تحت سن الثامنة عشر تعيش معهم، وبلغت نسبة الأزواج القاطنين مع بعضهم البعض 43.3% من أصل المجموع الكلي للأسر، ونسبة 21.5% من الأسر كان لديها معيلات من الإناث دون وجود شريك،  بينما كانت نسبة 6.4% من الأسر لديها معيلون من الذكور دون وجود شريكة وكانت نسبة 28.8% من غير العائلات. تألفت نسبة 24.5% من أصل جميع الأسر من عدة أفراد يعيشون في نفس المنزل ونسبة 10.4% كانت تتألف من شخص يعيش بمفرده يبلغ من العمر 65 عاماً أو أكثر. وبلغ متوسط حجم الأسرة المعيشية 2.78، أما متوسط حجم العائلات فبلغ 3.26.
بلغ العمر الوسطي للسكان 34.6 عاماً. وكانت نسبة 27.8% من القاطنين تحت سن الثامنة عشر، وكانت نسبة 10% بين الثامنة عشر والرابعة والعشرين عاماً، ونسبة 25.9% كانت واقعةً في الفئة العمرية ما بين الخامسة والعشرين والرابعة والأربعين عاماً، ونسبة 20.8% كانت ما بين الخامسة والأربعين والرابعة والستين، ونسبة 11% كانت ضمن فئة الخامسة والستين عاماً فما فوق. يوجد لكل 100 أنثى 93.0 ذكر، ويوجد لكل 100 أنثى في الثامنة عشر من عمرها فما فوق 87.1 ذكر.
بلغ متوسط دخل الأسرة في المدينة 25,491 دولارًا، أما متوسط دخل العائلة فبلغ 31,161 دولارًا. وكان متوسط دخل الذكور 26,649 دولارًا مقابل 16,731 دولارًا للإناث. وسجل دخل الفرد الخاص بالمدينة 12,556 دولارًا. وكانت نسبة 18.9% من العائلات ونسبة 24.6% من السكان تحت خط الفقر، وكان من هؤلاء نسبة 32.9% تحت سن الثامنة عشر ونسبة 22.4% في الخامسة والستين من العمر وما فوق.

### تعداد عام 2010
بلغ عدد سكان مورتون 3,462 نسمة بحسب تعداد عام 2010، وبلغ عدد الأسر 1,133 أسرة وعدد العائلات 797 عائلة مقيمة في المدينة. في حين سجلت الكثافة السكانية 149.8 نسمة لكل كيلومتر مربع (388.0/ميل2). وبلغ عدد الوحدات السكنية 1,271 وحدة بمتوسط كثافة قدره 55 لكل كيلومتر مربع (142.4/ميل2).
وتوزع التركيب العرقي للمدينة بنسبة 44.51% من البيض و35.93% من الأمريكيين الأفارقة و0.32% من الأمريكيين الأصليين و0.14% من الأمريكيين ذوي الأصول الآسيوية و0.06% من سكان جزر المحيط الهادئ و16.84% من الأعراق الأخرى و2.20% من عرقين مختلطين أو أكثر و25.71% من الهسبانيون أو اللاتينيون من أي عرق.
بلغ عدد الأسر 1,133 أسرة كانت نسبة 41% منها لديها أطفال تحت سن الثامنة عشر تعيش معهم، وبلغت نسبة الأزواج القاطنين مع بعضهم البعض 40.2% من أصل المجموع الكلي للأسر، ونسبة 22.1% من الأسر كان لديها معيلات من الإناث دون وجود شريك،  بينما كانت نسبة 8.1% من الأسر لديها معيلون من الذكور دون وجود شريكة وكانت نسبة 29.7% من غير العائلات. تألفت نسبة 22.3% من أصل جميع الأسر من عدة أفراد يعيشون في نفس المنزل ونسبة 8.6% كانت تتألف من شخص يعيش بمفرده يبلغ من العمر 65 عاماً أو أكثر. وبلغ متوسط حجم الأسرة المعيشية 2.93، أما متوسط حجم العائلات فبلغ 3.36.
بلغ العمر الوسطي للسكان 32.9 عاماً. وكانت نسبة 25.9% من القاطنين تحت سن الثامنة عشر، وكانت نسبة 11.8% بين الثامنة عشر والرابعة والعشرين عاماً، ونسبة 26.7% كانت واقعةً في الفئة العمرية ما بين الخامسة والعشرين والرابعة والأربعين عاماً، ونسبة 23% كانت ما بين الخامسة والأربعين والرابعة والستين، ونسبة 12.6% كانت ضمن فئة الخامسة والستين عاماً فما فوق. وتوزع التركيب الجنسي للسكان بنسبة 49.2% ذكور و50.8% إناث.

## أعلام
- توم مايلز
- دانيال جونز
- شاي هودج